# DECO*27
DECO*27(데코*27, 일본어: デコ・ニーナ 데코 니나[*], 1986년 12월 16일 ~ )는 일본의 남성 뮤지션으로 동영상 업로드 서비스를 제공하는 니코니코 동화등지에서 주로 하츠네 미쿠, Megpoid라는 음성 합성 소프트웨어를 사용하여 작곡을 한다.

## 개요
13세 때, 친아버지의 영향을 받아 기타를 시작한 지 1년 후에는 독학으로 작곡 활동을 시작한다. 밴드 활동에도 종사한 후, 2007년 친구에게 니코니코 동화를 보라고 추천 받아 보고 있을 때 우연히 하츠네 미쿠를 보컬에 쓴 라이브튠의 〈Packaged〉를 보고 충격을 받은 후 하츠네 미쿠 소프트웨어를 구입해 2008년 10월부터 니코니코 동화에 자신의 곡들을 업로드 하기 시작했다. DECO*27의 곡은 인터넷 상에서 인기를 모아 자신이 만든 앨범 4장을 발매한 후 2010년 4월에 니코니코 동화에서 인기가 된 곡 들을 모아 수록한 데뷔 앨범 《相愛性理論》(상애성이론)을 발매한다.
이름의 유래는 이마가 넓어서 데코(DECO), 2는 2라는 숫자가 좋아서 7은 럭키세븐이란 의미에서 합쳐서 27, 그대로 두면 모양이 안 좋아 보여서 *를 넣어 데코*27라는 이름이 되었다. 2를 좋아하는 이유는 1보다 2에 내려 앉아 항상 위를 보고 싶다는 이유에서 라고 한다. 작품 스타일은 밴드 사운드에 일렉트로니카 요소를 넣은 사운드에, 연인, 가족, 친구 혹은 자신에게 향한 사랑을 표현한 가사를 컨셉으로 하고 있다. 하츠네 미쿠를 쓰기 전의 작품 스타일은 알 수 없지만, 인터넷에서 활동을 통해 만난 보컬리스트를 쓴 곡도 발표하고 있다. 사사쿠레 유케이의 앨범 《ボーカロイドは終末鳥の夢を見るか？》에서 〈カムバムネラ〉를 리믹스한 계기로 메구포이드를 쓴 곡도 발표하고 있다.